# Villeneuve-Saint-Georges

Położenie Villeneuve-Saint-Georges w ramach aglomeracji paryskiej

Villeneuve-Saint-Georges – miejscowość i gmina we Francji, w regionie Île-de-France, w departamencie Dolina Marny. Przez miejscowość przepływa Sekwana.
Według danych na rok 1990 gminę zamieszkiwały 26 952 osoby, a gęstość zaludnienia wynosiła 3080 osób/km² (wśród 1287 gmin regionu Île-de-France Villeneuve-Saint-Georges plasuje się na 95. miejscu pod względem liczby ludności, natomiast pod względem powierzchni na miejscu 438.).

## Miasta partnerskie
Miasta partnerskie Villeneuve-Saint-Georges:
- Eastleigh, Wielka Brytania
- Kornwestheim, Niemcy